# État de Kayah
L'État de Kayah (birman : ကယား‌ပ္ရည္‌နယ္‌, transcrit : ka.ya: pranynai ; aussi appelé État Karenni) est la plus petite des subdivisions de la Birmanie (ou Union du Myanmar). Situé dans l'Est du pays, il est bordé au nord par l'État Shan, à l'Est par la province thaïlandaise de Mae Hong Son et au Sud et à l'Ouest par l'État Karen. Il se trouve approximativement entre les latitudes 18° 30' et 19° 55' nord et les longitudes 94° 40' and 97° 93' est. Sa surface est de 11 670 km2, pour une population estimée à 207 357 personnes en 1998, selon l'UNICEF. Il est peuplé principalement par l'ethnie sino-tibétaine Karennis, appelée aussi Karen rouges ou Kayah. Sa capitale est Loikaw (ou Loi-kaw).

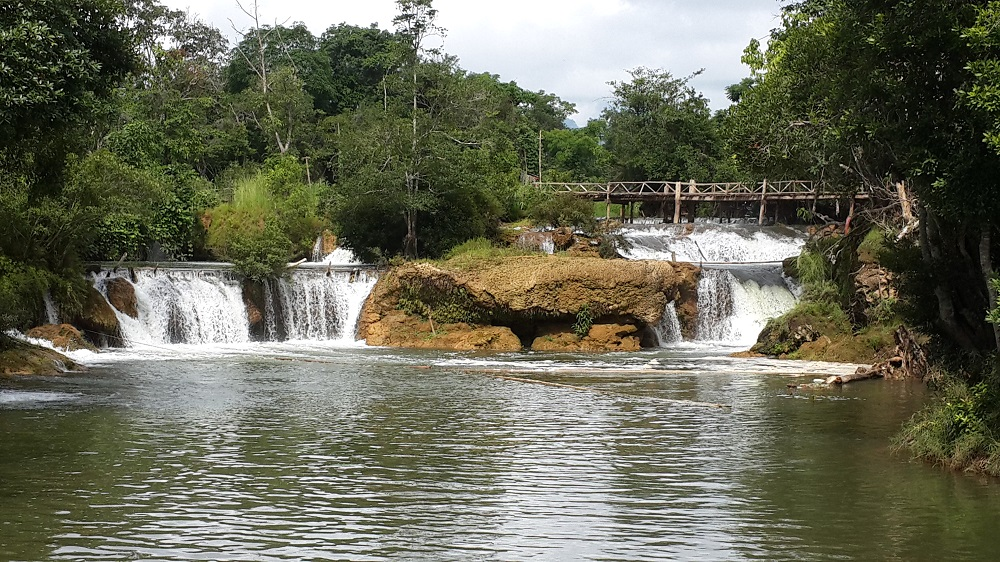
Cascade de Htee Zai Kha, frontière des États Shan et Kayah

## Histoire
À l'origine, le nom d'États Karennis est celui de trois États situés au sud de la Fédération des États Shans et à l'est de la Birmanie britannique : les États de Kantarawadi (8 187 km2, 30 677 habitants en 1931), de Kyebogyi (2 046 km2, 14 282 habitants) et de Bawlake (14 711 km2 et 13 802 habitants).
L'indépendance des États Karennis avait été reconnue par un traité passé en 1875 entre les Britanniques et le roi birman Mindon Min, les deux parties renonçant à en réclamer la possession. En conséquence, ils ne furent jamais pleinement intégrés dans la Birmanie britannique. En 1892, ils furent seulement reconnus comme tributaires de celle-ci, lorsque leurs princes acceptèrent de recevoir un traitement du gouvernement britannique.
Dans les années 1930, la mine de tungstène de Mawchi, dans l'État de Bawlake, était la plus importante du monde pour la production.
Au moment de l'indépendance, les États Karennis furent réunis en une seule entité, l'État Karenni, membre de l'Union birmane avec possibilité de faire sécession après dix ans. Mais en août 1948, le leader Karenni U Bee Htu Re, qui s'opposait à cette intégration dans l'Union birmane, fut assassiné par une milice aux ordres du gouvernement central, ce qui provoqua un soulèvement armé qui (à part un bref cessez-le-feu en 1995) n'a pas cessé depuis. En 1952, l'ancien État Shan de Mong Pai (2 590 km2) fut ajouté aux trois États originels de l'État Karenni, et l'ensemble renommé État de Kayah, peut-être dans l'intention de diviser les Karennis et les Karens, qui combattaient également pour leur indépendance.
En 1957, les partisans de l'indépendance Karenni formèrent le Parti National Progressiste Karenni (KNPP), possédant ses propres forces militaires, l'Armée Karenni (KA). Le KNPP est concurrencé par le Kayan New Land Party (KNLP, gauchiste), et le Karenni National People's Liberation Front (KNPLF), qui sont maintenant tous deux alliés à la junte birmane.
En 1996, le Conseil d'État pour la paix et le développement (SLORC) accentua sa campagne contre l'insurrection par des déplacements de population destinés à priver celle-ci de ses bases. À cette occasion, il a été accusé de violations massives des droits de l'homme dans la région : les villageois vivraient sous la menace constante de viols, passage à tabac, arrestation arbitraires ou exécutions, seraient victimes de travail forcé et de confiscations. Il a aussi été affirmé que les zones de relégation ne disposaient pas d'accès corrects à l'eau, à la nourriture, ni aux services médicaux et éducatifs. On estime à 50 000 le nombre de Karennis déplacés à l'intérieur de la Birmanie, et plusieurs milliers d'autres se trouvent dans des camps de réfugiés en Thaïlande.
En 2005, bien que des négociations de cessez-le-feu se poursuivent sporadiquement, il n'y a pas de véritable évolution.

## Démographie
Les ethnologues comptent entre sept et dix groupes ethniques originaires de l'État de Kayah, chacun étant connu par un ou plusieurs noms. En outre, des Shans, des Intha, et des Birmans vivent aussi dans le nord et des Pa-O dans les collines. La situation est donc complexe, et rendue plus complexe encore par la situation politique. Selon le recensement effectué en 1983 par l'ONU et le gouvernement birman, les Karennis représentaient 56,12 % de la population, les Birmans 17,58 %, les Shans 16,66 %, les Karens 6,45 %, les métis 2,08 %, plus de toutes petites autres minorités.
Les ethnolinguistes distinguent les groupes linguistiques suivants :
1. Karennis (Karens rouges)
2. Padaung (Kayan)
3. Bwe
4. Geba (Karens blancs)
5. Manumanaw
6. Yantale
7. Zayein (Lahta)
8. Geko
9. Yinbaw
10. Paku

## Organisation
La capitale de l'État est Loikaw. Il y a 2 districts (Bawlake et Loikaw), divisés en 7 municipalités, 29 arrondissements et 79 groupes de villages. Loikaw possède trois établissements d'enseignement supérieur, mais pas d'université.

## Économie
L'État de Kayah est surtout un producteur primaire. Les principales cultures sont le riz, cultivé en irrigation, le millet, le maïs, le sésame, l'arachide, l'ail et les légumes. On extrait de l'albâtre, de l'étain et un peu de tungstène (la production n'est plus significative à l'échelle mondiale). Le teck et le pin ont été surexploités et les forêts n'existent plus. La centrale hydroélectrique de Lawpita Falls, à proximité de Loikaw produit plus de 20 % de l'électricité totale de la Birmanie.
Le potentiel touristique est réel : montagnes escarpées, torrents, lacs et chutes d'eau. L'état des infrastructures de transport et la situation politique le rendent inexploitable : l'État est accessible seulement avec un permis, dont l'obtention dépend de la situation militaire. Même avec un permis, l'accès est limité à un rayon de 25 km autour de Loikaw. Le gouvernement ne contrôlerait effectivement que cette région et une partie de l'ouest de l'État.

### Sources
- (en) Cet article est partiellement ou en totalité issu de l’article de Wikipédia en anglais intitulé « Kayah State » (voir la liste des auteurs).

- (en) Cet article est partiellement ou en totalité issu de l’article de Wikipédia en anglais intitulé « Red Karen » (voir la liste des auteurs).